# Trương Tuyết Mai
Trương Tuyết Mai sinh ngày 19-7-1944, quê thị trấn Sông Cầu, Phú Yên, là nhạc sĩ Việt Nam, được tặng Giải thưởng Nhà nước về Văn học Nghệ thuật năm 2022.

## Tiểu sử
Năm 1954, Trương Tuyết Mai tập kết ra Bắc, học Trường Miền Nam, số 8 Hải Phòng. Năm 1965, Trương Tuyết Mai tốt nghiệp môn flute (sáo sắt) ở Trường Âm nhạc Việt Nam, về công tác tại dàn nhạc Đài Phát thanh Giải phóng (CP90). Từ năm 1974, bà phục vụ tại chiến trường Trị - Thiên và Khu V trong Đoàn ca nhạc Đài Phát thanh Giải phóng; từ năm 1975 đến 1981, làm việc tại dàn nhạc Đài Tiếng nói Việt Nam, sau chuyển sang làm biên tập âm nhạc tại Đài Tiếng nói Nhân dân TP. Hồ Chí Minh.

## Sự nghiệp
Trương Tuyết Mai tốt nghiệp môn flute (sáo sắt) nhưng bà đã tự học để sáng tác... Năm 1967, bản nhạc đầu tiên đậm chất trữ tình là “Xe ta ơi lên đường”. Sau đó, là những bài hát khác về đề tài cách mạng, theo thể hành khúc.
Năm 1985, bài hát “Huế tình yêu của tôi” (nhạc Trương Tuyết Mai, thơ Đỗ Thị Thanh Bình), được xem như đánh dấu một giai đoạn mới của ca khúc về Huế sau năm 1975.
Trong gia tài sáng tạo của mình, bà có đến trên 300 bài hát. Ngoài ra, bà còn có khả năng sáng tạo ở văn xuôi và thơ.
Tối 19-4-2014, đêm nhạc Trương Tuyết Mai - Nửa thế kỷ âm nhạc được tổ chức tại Nhà hát Bến Thành, Thành phố Hồ Chí Minh.
Năm 2022, bà được tặng Giải thưởng Nhà nước về Văn học Nghệ thuật với cụm tác phẩm: Xe ta ơi lên đường; Rừng với tình em; Huế tình yêu của tôi; Nơi ấy điểm hẹn.

## Tác phẩm âm nhạc và văn học
1. Ca khúc nổi bật:
- Xe ta ơi lên đường”
- Rừng với tình em
- Huế tình yêu của tôi
- Nơi ấy điểm hẹn
- Thừa thắng ta đi (1967)
- Tiếng hát nữ pháo binh Long An (1969)
- Đường yêu nhất – đường ra mặt trận (1969)
- Giữ vững mạch máu Tổ Quốc (1970)
- Hành khúc công nhân (1974)
- Đà nẵng ơi hát lên (1975)
- Lãng đãng đêm Cần Thơ
- Tặng người trồng lúa Vũng Liêm
- Vòng tay người mẹ Hậu Giang
- Với Lương Hòa, Long Mỹ quê em
- Tình yêu tôi Trà Ôn và Phương Nam

2. Tuyển tập nhạc:
- Huế - Tình yêu của tôi (NXB Cửu Long, 1996)
- Sao anh không là (NXB Âm nhạc, 1990)
- Rừng với tình em (NXB Âm nhạc, 1996)
- Trương Tuyết Mai – Tuyển tập ca khúc (NXB Văn Nghệ TP. Hồ Chí Minh, 2004)
- Tình yêu của tôi (tuyển tập nhạc, NXB hội Nhà văn, 2014)

3. Văn xuôi:
- Lật từng mảnh ghép (tự truyện. NXB hội Nhà văn, 2014)
- Bạn bè và Trương Tuyết Mai (NXB Hội Nhà văn, 2014)

4. Thơ:
- Một nửa của anh (NXB Văn Nghệ TP HCM, 2006)
- Lá vỡ (NXB Văn Nghệ TP HCM, 2008)
- Nghe trăng (NXB Văn học, 2009)
- Gọi thầm (NXB Hội Nhà văn, 2013)
- Mắc Cạn (thơ, NXB Hội Nhà Văn, 2018)
- Gập ghềnh khúc đau (thơ, NXB Hội Nhà Văn, 2020)

## Vinh danh
- Đêm nhạc Trương Tuyết Mai - Nửa thế kỷ âm nhạc (2014)
- Giải thưởng Nhà nước về Văn học Nghệ thuật (2022)